# Paul André
Paul André (Genève, 24 november 1905 - 1 april 1993) is een Zwitsers Franstalig schrijver.

## Biografie
Paul André was afkomstig van Saint-Cergue. Hij studeerde letteren in Parijs en schreef verschillende essays, zoals Les Survivants (1940), Les caprices (1940), Hugues Capet (1941), Silence obligé (1944), La Suisse française, terre alémanique (1946), La jeunesse de Bayle (1954) et Les propos du gourmet (1961).
Sinds 1962 woonde hij in Chailly-sur-Clarens.

## Onderscheidingen
- Prix Tessonières van de Académie française, 1954.
- Prix littéraire van de Confrérie des Chevaliers du Tastevin, 1961.

## Werken
- (fr)  Les Survivants, 1940.
- (fr)  Les caprices, 1940.
- (fr)  Hugues Capet, 1941.
- (fr)  Silence obligé, 1944.
- (fr)  La Suisse française, terre alémanique, 1946.
- (fr)  La jeunesse de Bayle, 1954.
- (fr)  Les propos du gourmet, 1961.